# .root
.root — ім'я запису кореневого домену системи доменних імен Інтернету, яка іноді використовувалась для її відлагодження. ЇЇ присутність показувала, що коренева доменна зона не урізана при завантаженні кореневим сервером імен.
У 2006 році запис .root був замінений на інший: vrsn-end-of-zone-marker-dummy-record; і в тому ж році був введений знову. Запис був повторно видалений при підготовці до введення підписаної кореневої зони у 2010 році.